# Kötluhraun
Kötluhraun är en kulle i republiken Island. Den ligger i regionen Austurland, 400 km öster om huvudstaden Reykjavík. Toppen på Kötluhraun är 681 meter över havet, eller 120 meter över den omgivande terrängen. Bredden vid basen är 4,3 km.
Runt Kötluhraun är det mycket glesbefolkat, med 3 invånare per kvadratkilometer. Närmaste större samhälle är Egilsstaðir, omkring 10 kilometer väster om Kötluhraun. Trakten runt Kötluhraun består i huvudsak av gräsmarker.